# Moisdon-la-Rivière
Moisdon-la-Rivière – miejscowość i gmina we Francji, w regionie Kraj Loary, w departamencie Loara Atlantycka.
Według danych na rok 2010 gminę zamieszkiwało 1920 osób, a gęstość zaludnienia wynosiła 38 osób/km².